# Campeonato do Equador de Ciclismo em Estrada
O Campeonato do Equador de Ciclismo em Estrada é a corrida anual organizada para determinar o campeão ciclista do Equador de cada ano, na modalidade. O título é outorgado ao vencedor de uma única prova, na modalidade de em linha. O vencedor obtêm o direito de usar a maillot com as cores da bandeira equatoriana até ao campeonato do ano seguinte, unicamente quando disputa provas em linha.

## Palmares masculino
| Ano  | Ouro             | Prata                 | Bronze                |
| 2007 | Byron Guamá      | Jorge Gallegos        | José Ragonessi        |
| 2008 | Carlos Quishpe   | Fausto Valencia       | Jamil Intriago        |
| 2010 | José Ragonessi   | Luis Calispa          | Jose Ruiz Chavez      |
| 2011 | Wilson Paneluisa | José Ragonessi        | Jose Ruiz Chavez      |
| 2014 | Byron Guamá      | Segundo Navarrete     | Jorge Luis Montenegro |
| 2015 | José Ragonessi   | Joel Burbano          | Jonathan Caicedo      |
| 2016 | Não organizado   | Não organizado        | Não organizado        |
| 2017 | Jhonatan Narváez | Jorge Luis Montenegro | Byron Guamá           |

## Palmares feminino
| Ano  | Ouro           | Prata           | Bronze          |
| 2008 | María Bone     | Mabel Hernández | Danny Álvarez   |
| 2010 | María Parra    | Nataly Arevalo  | Cindy Merizalde |
| 2011 | Nataly Arevalo | Maria Bone      | María Parra     |
| 2014 | Jazmín Taborda | Cristina Iza    |                 |
| 2015 |                |                 |                 |
| 2016 | Não organizado | Não organizado  | Não organizado  |
| 2017 |                |                 |                 |